# Glenea submajor
Glenea submajor är en skalbaggsart som beskrevs av Stefan von Breuning 1960. Glenea submajor ingår i släktet Glenea och familjen långhorningar.
Artens utbredningsområde är Filippinerna. Inga underarter finns listade i Catalogue of Life.